# Emoagglutinina

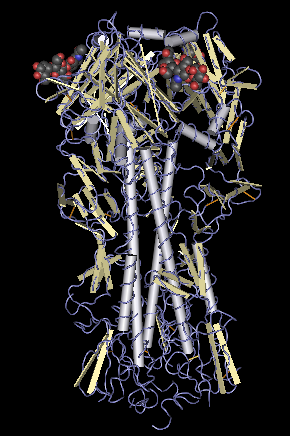
Emoagglutinina

L'emoagglutinina (indicata a volte con HA, dall'inglese hemagglutinin) è una glicoproteina antigenica presente sulla superficie di alcuni virus, come per esempio il virus dell'Influenza ed è responsabile, insieme alla neuraminidasi, dell'adesione del virus alla cellula destinata ad essere infettata.
L'agglutinina, che appartiene alla famiglia delle lectine, prende il suo nome dalla capacità di provocare l'agglutinazione degli eritrociti.
L'emoagglutinina è una proteina trimerica integrale di membrana. I tre monomeri identici sono avvolti a formare una spirale ad Alfa elica. Le tre sezioni sono sintetizzate come precursori che poi vengono glicosilati ed accoppiati in due polipeptidi.